# 797 Montana

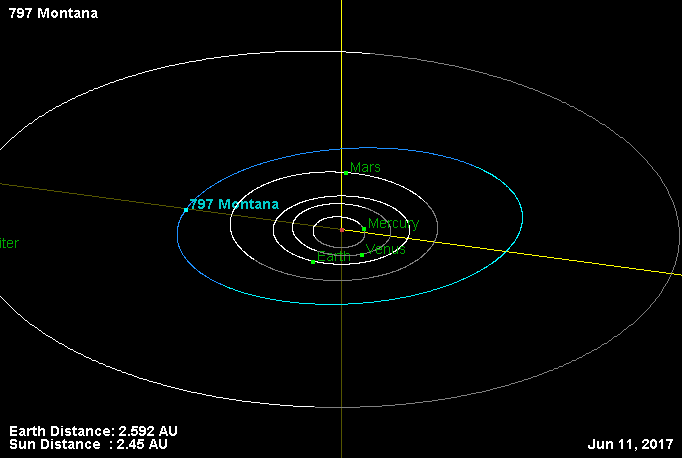
797 Montana

797 Montana eller 1914 VR är en asteroid i huvudbältet, som upptäcktes 17 november 1914 av den dansk amerikanske astronomen Holger Thiele i Bergedorf, Hamburg. Den har fått sitt namn efter det latinska namnet på Bergedorf.
Asteroiden har en diameter på ungefär 21 kilometer.